# Campeonato de Oceanía de Judo de 2013
El XXVI Campeonato de Oceanía de Judo se celebró en Apia (Samoa) entre el 13 y el 14 de abril de 2013 bajo la organización de la Unión de Judo de Oceanía.
En total se disputaron doce pruebas diferentes, siete masculinas y cinco femeninas.

## Resultados

### Masculino
| Evento  | Oro                             | Plata                        | Bronce                                                   |
| ------- | ------------------------------- | ---------------------------- | -------------------------------------------------------- |
| –60 kg  | Lee Bronkhorst Nueva Zelanda    | Tom Pappas Australia         | Pierre Neris Nueva Caledonia                             |
| –66 kg  | Ivo dos Santos Australia        | Alister Leat Nueva Zelanda   | Steven Brown Australia Raymond Ovinou Papúa Nueva Guinea |
| –73 kg  | Jake Bensted Australia          | Adrian Leat Nueva Zelanda    | Lee Calder Nueva Zelanda                                 |
| –81 kg  | Mark Brewer Nueva Zelanda       | Ivica Pavlinic Nueva Zelanda | Eoin Coughlan Australia                                  |
| –90 kg  | Ryan Dill-Russell Nueva Zelanda | Mark Anthony Australia       | —                                                        |
| –100 kg | Jason Koster Nueva Zelanda      | Tim Slyfield Nueva Zelanda   | Duke Didier Australia                                    |
| +100 kg | Jake Andrewartha Australia      | Gavin Kelly Australia        | —                                                        |

### Femenino
| Evento | Oro                             | Plata                           | Bronce                      |
| ------ | ------------------------------- | ------------------------------- | --------------------------- |
| –48 kg | Chloe Rayner Australia          | Chanel Kavanagh Nueva Zelanda   | Kim Chalmers Australia      |
| –52 kg | Patricia Grogan Nueva Zelanda   | Hannah Trotter Australia        | Sharon Taylor Australia     |
| –57 kg | Darcina Manuel Nueva Zelanda    | Adel van der Walt Nueva Zelanda | Kiarn Kelly Australia       |
| –63 kg | Karen da Silva Australia        | Aoife Coughlan Australia        | Joy Williams Nueva Zelanda  |
| –70 kg | Moira de Villiers Nueva Zelanda | Sara Collins Australia          | Catherine Arscott Australia |

## Medallero
| Núm. | País               | Oro | Plata | Bronce | Total |
| ---- | ------------------ | --- | ----- | ------ | ----- |
| 1    | Nueva Zelanda      | 7   | 6     | 2      | 15    |
| 2    | Australia          | 5   | 6     | 7      | 18    |
| 3    | Nueva Caledonia    | 0   | 0     | 1      | 1     |
| 3    | Papúa Nueva Guinea | 0   | 0     | 1      | 1     |
|      | TOTAL              | 12  | 12    | 11     | 35    |